# يعقوب سالم الفارسي
يعقوب سالم صالح الفارسي هو لاعب كرة قدم عماني من مواليد 18 أبريل 1982 يلعب في صفوف نادي صور.

## الإحصائيات
| النادي          | الموسم          | قسم                 | الدوري | الدوري  | الكأس  | الكأس   | قاري   | قاري    | آخر    | آخر     | المجموع | المجموع |
| النادي          | الموسم          | قسم                 | الظهور | الأهداف | الظهور | الأهداف | الظهور | الأهداف | الظهور | الأهداف | الظهور  | الأهداف |
| --------------- | --------------- | ------------------- | ------ | ------- | ------ | ------- | ------ | ------- | ------ | ------- | ------- | ------- |
| صور             | 2011-12         | دوري النخبة العماني | -      | 1       | -      | 0       | 0      | 0       | -      | 0       | -       | 1       |
| صور             | المجموع         | المجموع             | -      | 1       | -      | 0       | 0      | 0       | -      | 0       | -       | 1       |
| المجموع الوظيفي | المجموع الوظيفي | المجموع الوظيفي     | -      | 1       | -      | 0       | 0      | 0       | -      | 0       | -       | 1       |

## روابط خارجية
- يعقوب سالم الفارسي على موقع الاتحاد الدولي (مؤرشف)  (الإنجليزية)
- يعقوب سالم الفارسي على موقع ناشيونال فوتبول تيمز (الإنجليزية)
- يعقوب سالم الفارسي على موقع Soccerway.com (الإنجليزية)
- يعقوب سالم الفارسي على موقع كووورة